# Йоаннес Б'ярталід
Йоаннес Б'ярталід (фар. Jóannes Bjartalíð, нар. 10 липня 1996) — фарерський футболіст, півзахисник норвезького клубу «Фредрікстад».
Виступав, зокрема, за клуб «Клаксвік», а також національну збірну Фарерських островів.

## Клубна кар'єра
У дорослому футболі дебютував 2014 року виступами за команду «Клаксвік», у якій провів вісім сезонів, взявши участь у 210 матчах чемпіонату.  Більшість часу, проведеного у складі «Клаксвіка», був основним гравцем команди. У складі «Клаксвіка» був одним з головних бомбардирів команди, маючи середню результативність на рівні 0,5 гола за гру першості.
До складу клубу «Фредрікстад» приєднався 2023 року. Станом на 19 вересня 2024 року відіграв за команду з Фредрікстада 32 матчі в національному чемпіонаті.

## Виступи за збірні
Протягом 2015–2018 років залучався до складу молодіжної збірної Фарерських островів. На молодіжному рівні зіграв у 18 офіційних матчах.
У 2019 році дебютував в офіційних матчах у складі національної збірної Фарерських островів.

## Титули і досягнення
- Чемпіон Фарерських островів (3):

«Клаксвік»: 2019, 2021,2022
- Володар Кубка Фарерських островів (1):

«Клаксвік»: 2016
- Володар Суперкубка Фарерських островів (2):

«Клаксвік»: 2020, 2022
- Володар Кубка Норвегії (1):

«Фредрікстад»: 2024